# العلاقات الأردنية التركية
العلاقات الأردنية التركية هي العلاقات الثنائية التي تجمع بين الأردن وتركيا.

## مقارنة بين البلدين
هذه مقارنة عامة ومرجعية للدولتين:
| وجه المقارنة                                              | الأردن                   | تركيا         |
| --------------------------------------------------------- | ------------------------ | ------------- |
| المساحة (كم2)                                             | 89.34 ألف                | 783.56 ألف    |
| عدد السكان (نسمة)                                         | 9.81 مليون               | 80.14 مليون   |
| الكثافة السكانية (ن./كم²)                                 | 109.81                   | 102.28        |
| العاصمة                                                   | عمان                     | أنقرة         |
| اللغة الرسمية                                             | اللغة العربية            | اللغة التركية |
| العملة                                                    | دينار أردني              | ليرة تركية    |
| الناتج المحلي الإجمالي (بليون دولار)                      | 40.07 مليار              | 851.10 مليار  |
| الناتج المحلي الإجمالي (تعادل القوة الشرائية) بليون دولار | 82.80 مليار              | 1.57 تريليون  |
| الناتج المحلي الإجمالي الاسمي للفرد دولار أمريكي          | 4.94 ألف                 | 9.12 ألف      |
| الناتج المحلي الإجمالي للفرد دولار أمريكي                 | 12.05 ألف                | 19.79 ألف     |
| مؤشر التنمية البشرية                                      | 0.748                    | 0.761         |
| رمز المكالمات الدولي                                      | +962                     | +90           |
| رمز الإنترنت                                              | .jo                      | .tr           |
| المنطقة الزمنية                                           | ت ع م+02:00، ت ع م+03:00 | ت ع م+03:00   |

## مدن متوأمة
في ما يلي قائمة باتفاقيات التوأمة بين مدن أردنية وتركية:
- ترتبط عمان مع إسطنبول باتفاقية توأمة منذ 1994.[15][15][15][15]
- ترتبط إربد مع عنتاب باتفاقية توأمة.

## منظمات دولية مشتركة
يشترك البلدان في عضوية مجموعة من المنظمات الدولية، منها:
| علم المنظمة | اسم المنظمة                                                | تاريخ انضمام الأردن | تاريخ انضمام تركيا |
| ----------- | ---------------------------------------------------------- | ------------------- | ------------------ |
|             | مؤسسة التنمية الدولية                                      | 4 أكتوبر 1960       | 22 ديسمبر 1960     |
|             | يونسكو                                                     | 14 يونيو 1950       | 4 نوفمبر 1946      |
|             | وكالة ضمان الاستثمار متعدد الأطراف                         | 12 أبريل 1988       | 3 يونيو 1988       |
|             | الأمم المتحدة                                              | 14 ديسمبر 1955      | 24 أكتوبر 1945     |
|             | العملية المشتركة للاتحاد الأفريقي والأمم المتحدة في دارفور | ?                   | ?                  |
|             | الاتحاد البريدي العالمي                                    | ?                   | ?                  |
|             | البنك الدولي للإنشاء والتعمير                              | 29 أغسطس 1952       | 11 مارس 1947       |
|             | منظمة التعاون الإسلامي                                     | ?                   | 25 سبتمبر 1969     |
|             | منظمة حظر الأسلحة الكيميائية                               | ?                   | ?                  |
|             | الاتحاد الدولي للاتصالات                                   | 20 مايو 1947        | 1866               |
|             | مؤسسة التمويل الدولية                                      | 20 يوليو 1956       | 19 ديسمبر 1956     |
|             | المركز الدولي لتسوية المنازعات الاستشارية                  | 29 نوفمبر 1972      | 2 أبريل 1989       |
|             | منظمة التجارة العالمية                                     | ?                   | 26 مارس 1995       |
|             | منظمة الشرطة الجنائية الدولية                              | ?                   | ?                  |

## أعلام
هذه قائمة لبعض الشخصيات التي تربطها علاقات بالبلدين:
- أحمد الدويري (4 مارس 1993 – )
- الأتراك في الأردن
- رعد بن زيد (18 فبراير 1936 – )
- زيد رعد زيد الحسين (دبلوماسي أردني، 26 يناير 1964 – )
- زين الشرف بنت جميل (ملكة الأردن، عقيلة الملك طلال ووالدة الملك الحسين بن طلال، 2 أغسطس 1916[22] – 26 أبريل 1994[22])
- عاصم بن نايف (27 أبريل 1948 – )
- مرعد بن رعد (11 يونيو 1965 – )
- مهنا الدرة (رسام أردني، 1938 – )
- ياسمين بنت عاصم (30 يونيو 1975 – )

## وصلات خارجية
- موقع وزارة الخارجية الأردنية
- موقع وزارة الخارجية التركية